# Sternaulus
Sternaulus – element anatomiczny szkieletu śródtułowia niektórych owadów z rzędu błonkówek i infrarzędu owadziarek.
Termin ten zwykle odnosi się do bruzdy, linii, jamki lub szeregu dołków (łac. foveae episternales) na zewnętrznej powierzchni mezopleury, od wewnątrz odpowiadającej miejscu przyczepu mięśnia mezopleuro-mezobazalarnego (łac. musculus mesopleuro-mesobasalaris) lub pierwszego mięśnia mezopleuro-mezonotalnego (łac. musculus mesopleuro-mesonotalis). Nazwa ta bywa jednak używana także w innych znaczeniach, np. jako synonim szwu prekoksalnego (prekoksalno-episternalnego; łac. sulcus praecoxalis, signum subpleuralis) czy synonim wygradzającego od spodu wcisk do chowania uda żeberka mezopleuralnego (łac. caraina mesopleuralis).